# Cup of China de 2009

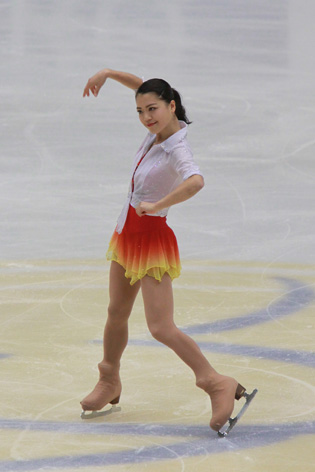
A. Suzuki na Copa da china de 2009

Cup of China de 2009 foi a sétima edição da Cup of China, um evento anual de patinação artística no gelo organizado pela Associação Chinesa de Patinação (em inglês:  Chinese Skating Association), e que fez parte do Grand Prix de 2009–10. A competição foi disputada entre os dias 29 de outubro e 1 de novembro, na cidade de Pequim, China.

## Eventos
- Individual masculino
- Individual feminino
- Duplas
- Dança no gelo

## Medalhistas
| Evento                        | Ouro                                             | Prata                                     | Bronze                                           |
| Individual masculino detalhes | Nobunari Oda · Japão                             | Evan Lysacek · Estados Unidos             | Sergei Voronov · Rússia                          |
| Individual feminino detalhes  | Akiko Suzuki · Japão                             | Kiira Korpi · Finlândia                   | Joannie Rochette · Canadá                        |
| Duplas detalhes               | Shen Xue · Zhao Hongbo · China                   | Zhang Dan · Zhang Hao · China             | Tatiana Volosozhar · Stanislav Morozov · Ucrânia |
| Dança no gelo detalhes        | Tanith Belbin · Benjamin Agosto · Estados Unidos | Jana Khokhlova · Sergei Novitski · Rússia | Federica Faiella · Massimo Scali · Itália        |

## Resultados

### Individual masculino
| Pos.              | Nome                | Nacionalidade  | Pontos | PC         | PL          |
| ----------------- | ------------------- | -------------- | ------ | ---------- | ----------- |
| Medalha de ouro   | Nobunari Oda        | Japão          | 239.58 | 83.35 (1)  | 156.23 (1)  |
| Medalha de prata  | Evan Lysacek        | Estados Unidos | 232.17 | 80.80 (3)  | 151.37 (2)  |
| Medalha de bronze | Sergei Voronov      | Rússia         | 220.39 | 81.40 (2)  | 138.99 (3)  |
| 4                 | Samuel Contesti     | Itália         | 207.85 | 72.08 (4)  | 135.77 (4)  |
| 5                 | Yannick Ponsero     | França         | 195.12 | 66.65 (6)  | 128.47 (6)  |
| 6                 | Stephen Carriere    | Estados Unidos | 195.08 | 65.24 (7)  | 129.84 (5)  |
| 7                 | Yang Chao           | China          | 189.99 | 65.10 (8)  | 124.89 (8)  |
| 8                 | Kevin Reynolds      | Canadá         | 188.47 | 60.12 (11) | 128.35 (7)  |
| 9                 | Guan Jinlin         | China          | 187.95 | 66.70 (5)  | 121.25 (9)  |
| 10                | Denis Ten           | Cazaquistão    | 182.63 | 64.05 (9)  | 118.58 (10) |
| 11                | Armin Mahbanoozadeh | Estados Unidos | 176.53 | 59.54 (12) | 116.99 (11) |
| 12                | Xu Ming             | China          | 163.57 | 61.02 (10) | 102.55 (12) |

### Individual feminino
| Pos.              | Nome             | Nacionalidade  | Pontos | PC         | PL         |
| ----------------- | ---------------- | -------------- | ------ | ---------- | ---------- |
| Medalha de ouro   | Akiko Suzuki     | Japão          | 176.66 | 59.52 (4)  | 117.14 (1) |
| Medalha de prata  | Kiira Korpi      | Finlândia      | 163.27 | 61.20 (2)  | 102.07 (3) |
| Medalha de bronze | Joannie Rochette | Canadá         | 163.18 | 52.12 (7)  | 111.06 (2) |
| 4                 | Rachael Flatt    | Estados Unidos | 157.71 | 58.80 (5)  | 98.91 (5)  |
| 5                 | Mirai Nagasu     | Estados Unidos | 155.38 | 62.20 (1)  | 93.18 (6)  |
| 6                 | Carolina Kostner | Itália         | 154.18 | 61.12 (3)  | 93.06 (7)  |
| 7                 | Fumie Suguri     | Japão          | 145.99 | 55.46 (6)  | 90.53 (8)  |
| 8                 | Diane Szmiett    | Canadá         | 144.28 | 44.24 (11) | 100.04 (4) |
| 9                 | Liu Yan          | China          | 132.80 | 51.28 (8)  | 81.52 (9)  |
| 10                | Beatrisa Liang   | Estados Unidos | 131.39 | 50.76 (9)  | 80.63 (10) |
| 11                | Geng Bingwa      | China          | 121.20 | 47.64 (10) | 73.56 (11) |
| 12                | Xu Binshu        | China          | 37.08  | 37.08 (12) | — (WD)     |

### Duplas
| Pos.              | Nome                                    | Nacionalidade  | Pontos | PC        | PL         |
| ----------------- | --------------------------------------- | -------------- | ------ | --------- | ---------- |
| Medalha de ouro   | Shen Xue / Zhao Hongbo                  | China          | 200.97 | 72.28 (1) | 128.69 (1) |
| Medalha de prata  | Zhang Dan / Zhang Hao                   | China          | 186.49 | 61.92 (4) | 124.57 (2) |
| Medalha de bronze | Tatiana Volosozhar / Stanislav Morozov  | Ucrânia        | 170.79 | 62.98 (2) | 107.81 (3) |
| 4                 | Meagan Duhamel / Craig Buntin           | Canadá         | 157.60 | 55.08 (5) | 102.52 (4) |
| 5                 | Lubov Iliushechkina / Nodari Maisuradze | Rússia         | 153.30 | 62.54 (3) | 90.76 (7)  |
| 6                 | Dong Huibo / Wu Yiming                  | China          | 146.49 | 50.32 (6) | 96.17 (5)  |
| 7                 | Amanda Evora / Mark Ladwig              | Estados Unidos | 140.32 | 48.02 (7) | 92.30 (6)  |
| 8                 | Vanessa James / Yannick Bonheur         | França         | 134.77 | 47.28 (8) | 87.49 (8)  |

### Dança no gelo
| Pos.              | Nome                                | Nacionalidade  | Pontos | DC        | DO        | DL        |
| ----------------- | ----------------------------------- | -------------- | ------ | --------- | --------- | --------- |
| Medalha de ouro   | Tanith Belbin / Benjamin Agosto     | Estados Unidos | 194.51 | 38.33 (1) | 60.33 (1) | 95.85 (1) |
| Medalha de prata  | Jana Khokhlova / Sergei Novitski    | Rússia         | 180.57 | 36.30 (2) | 56.48 (2) | 87.79 (3) |
| Medalha de bronze | Federica Faiella / Massimo Scali    | Itália         | 179.92 | 35.37 (3) | 54.59 (3) | 89.96 (2) |
| 4                 | Anna Zadorozhniuk / Sergei Verbillo | Ucrânia        | 158.09 | 29.43 (6) | 50.22 (4) | 78.44 (6) |
| 5                 | Alexandra Zaretski / Roman Zaretski | Israel         | 156.86 | 30.88 (4) | 46.95 (7) | 79.03 (5) |
| 6                 | Kaitlyn Weaver / Andrew Poje        | Canadá         | 151.87 | 30.40 (5) | 41.11 (9) | 80.36 (4) |
| 7                 | Huang Xintong / Zheng Xun           | China          | 151.40 | 27.87 (8) | 48.33 (5) | 75.20 (7) |
| 8                 | Madison Chock / Greg Zuerlein       | Estados Unidos | 149.17 | 28.76 (7) | 47.27 (6) | 73.14 (8) |
| 9                 | Yu Xiaoyang / Wang Chen             | China          | 137.76 | 24.73 (9) | 42.36 (8) | 70.67 (9) |

## Quadro de medalhas
| Ordem | País           | Medalha de ouro | Medalha de prata | Medalha de bronze |    | Ordem por total |
| ----- | -------------- | --------------- | ---------------- | ----------------- | -- | --------------- |
| 1     | Japão          | 2               |                  |                   | 2  | 1               |
| 2     | China          | 1               | 1                |                   | 2  | 1               |
| 2     | Estados Unidos | 1               | 1                |                   | 2  | 1               |
| 4     | Rússia         |                 | 1                | 1                 | 2  | 1               |
| 5     | Finlândia      |                 | 1                |                   | 1  | 5               |
| 6     | Canadá         |                 |                  | 1                 | 1  | 5               |
| 6     | Itália         |                 |                  | 1                 | 1  | 5               |
| 6     | Ucrânia        |                 |                  | 1                 | 1  | 5               |
| TOTAL | TOTAL          | 4               | 4                | 4                 | 12 | —               |